# Praça da Força Aérea Argentina

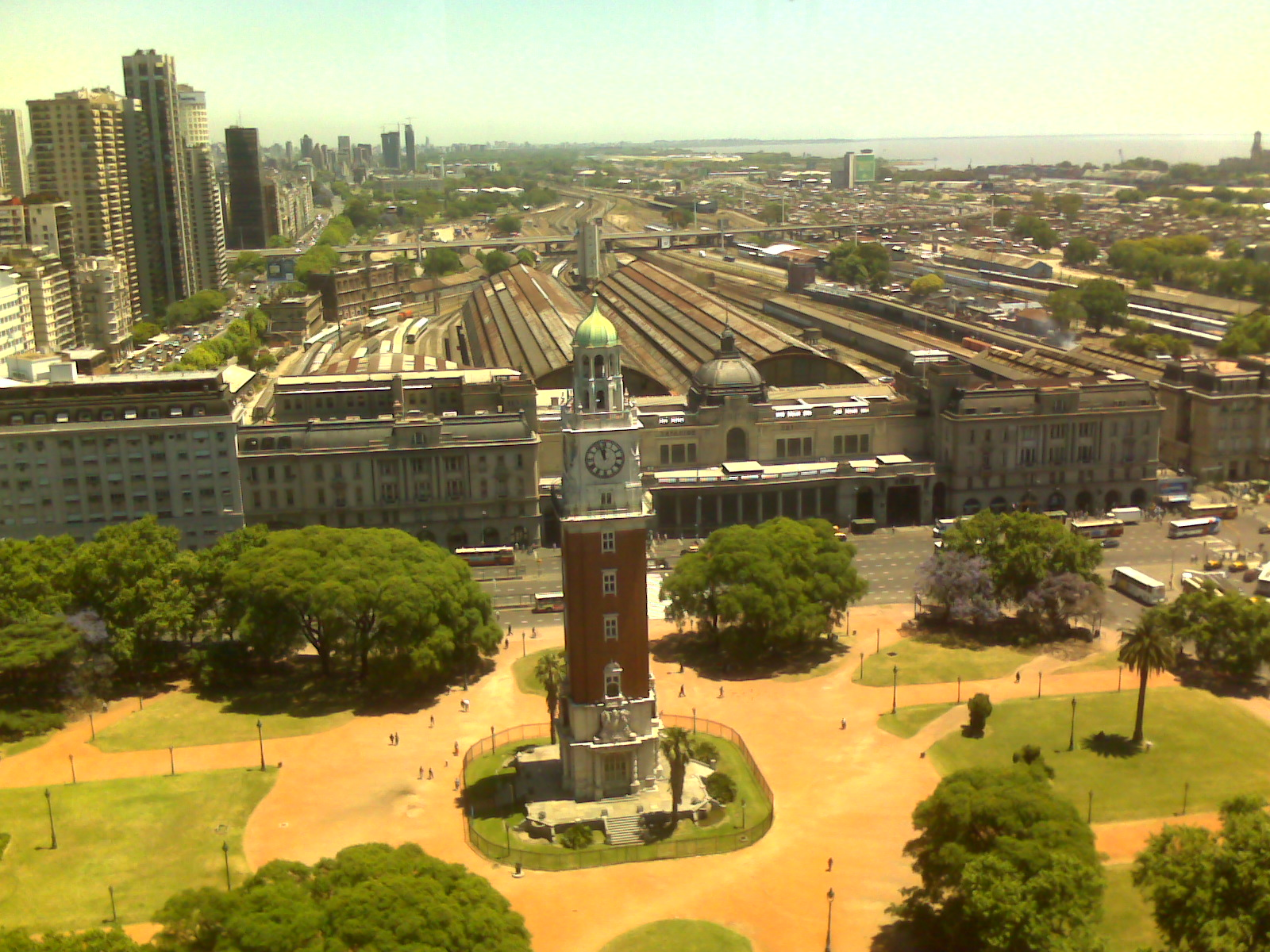
Praça da Força Aérea Argentina, com a Torre Monumental no centro e a estação Retiro ao fundo.

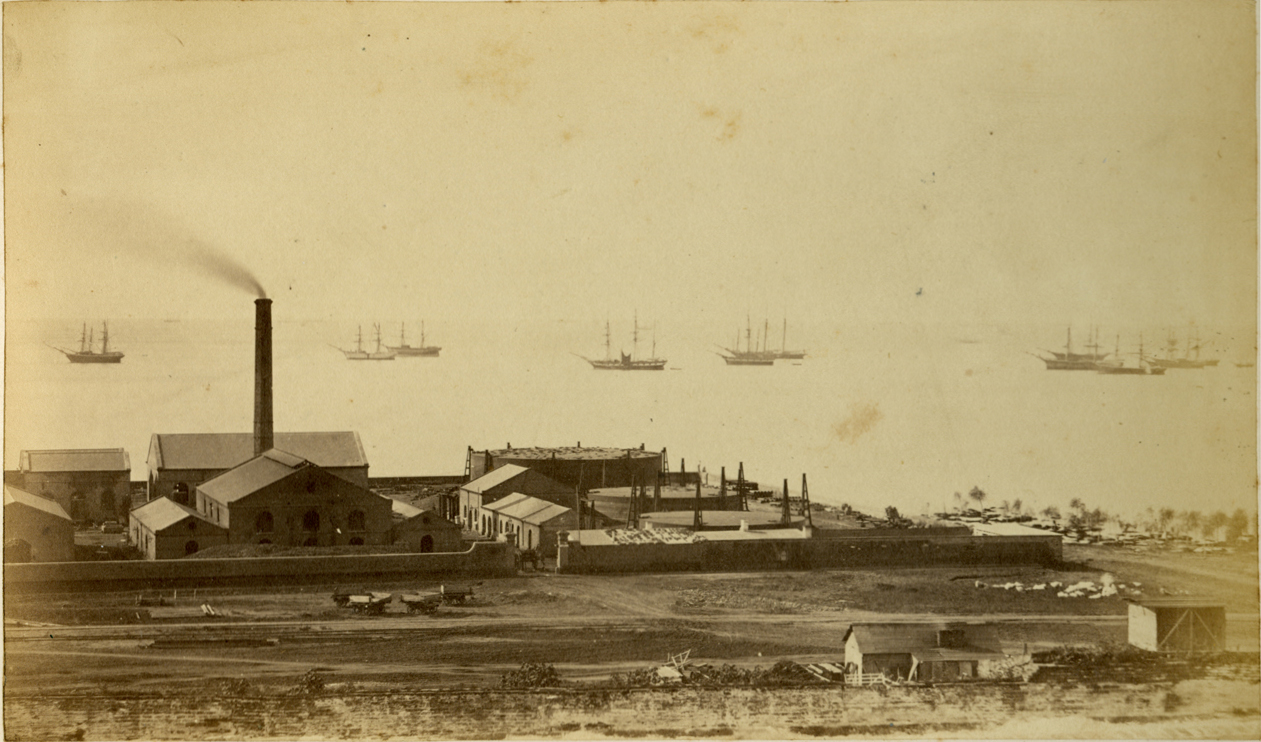
Entre 1853 e 1912, uma fábrica de gás que abastecia a cidade funcionou no mesmo local. Foto de Esteban Gonnet, 1864

A Praça da Força Aérea Argentina (em castelhano: Plaza Fuerza Aérea Argentina) é uma praça localizada no bairro de Retiro, em Buenos Aires, Argentina. A praça está localizada entre a estação Retiro na Avenida Dr. José María Ramos Mejía, Avenida San Martín e Avenida del Libertador. Foi projetado e construído na década de 1940 e inaugurado em 4 de janeiro de 1945. Originalmente chamada de Plaza Británica ("Praça Britânica"), seu nome foi alterado em 1982 para o atual, em homenagem à Força Aérea Argentina após a Guerra das Malvinas, que foi sua primeira guerra contra um inimigo externo. No entanto, alguns ainda se referem a ela pelo seu antigo nome e também por Plaza de los Ingleses ("Praça Inglesa"), embora este último nunca tenha sido usado oficialmente. A Torre Monumental (antigamente "Torre de los Ingleses") está localizada no centro da praça.